# Wilhelm von Blume (Jurist)
Wilhelm Hermann Karl Viktor Blume, seit 1888 von Blume (* 9. Mai 1867 in Berlin; † 2. Oktober 1927 in Schloss Horneck bei Gundelsheim) war ein deutscher Jurist, Hochschulprofessor und Politiker.

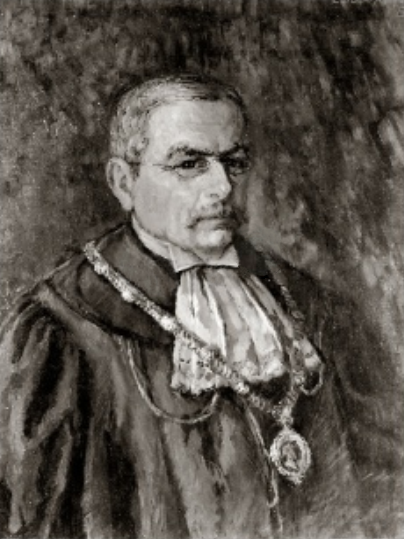
Wilhelm von Blume, Gemälde von Editha Klipstein in der Tübinger Professorengalerie

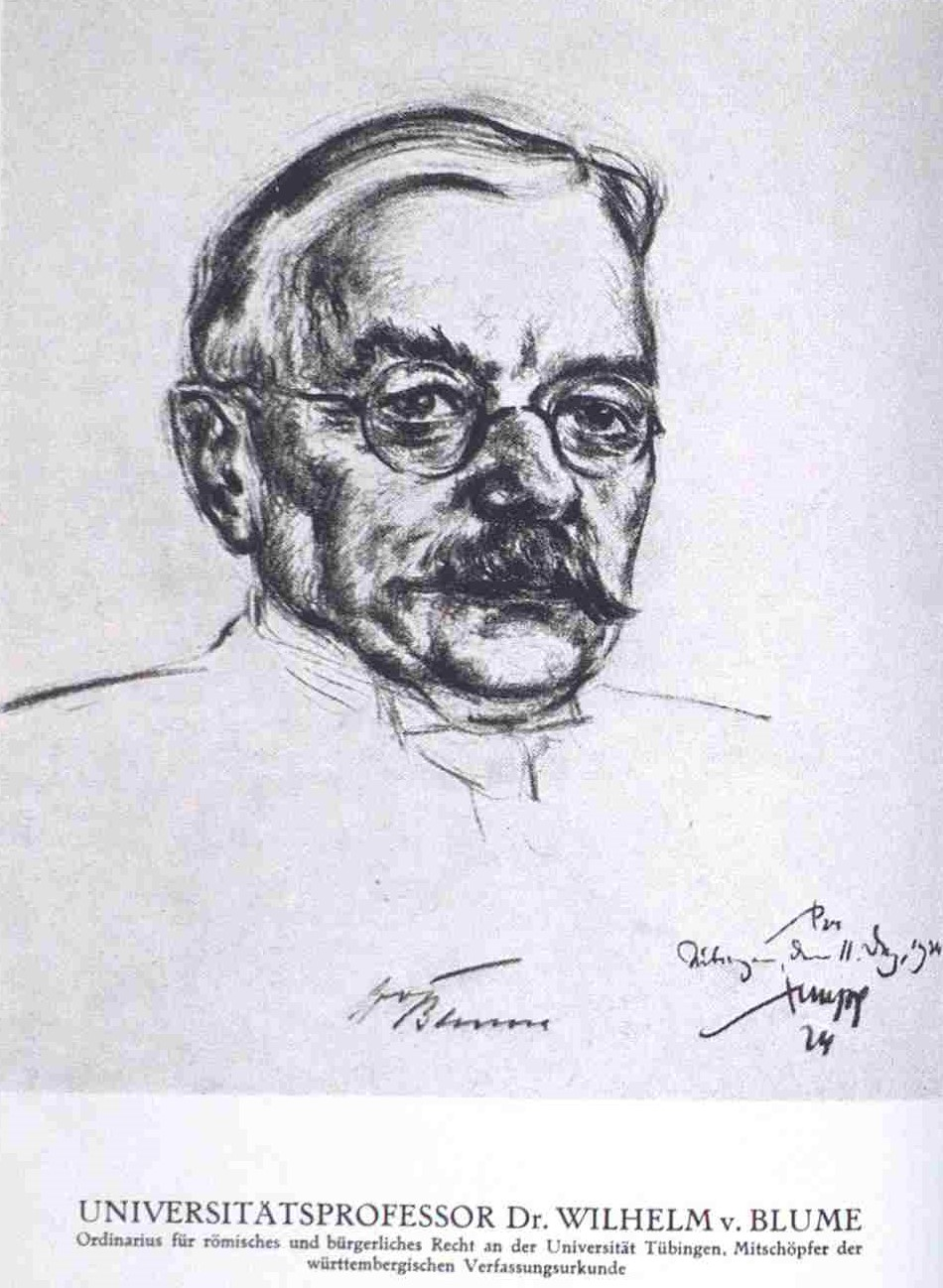
Emil Stumpp Wilhelm von Blume (1926)

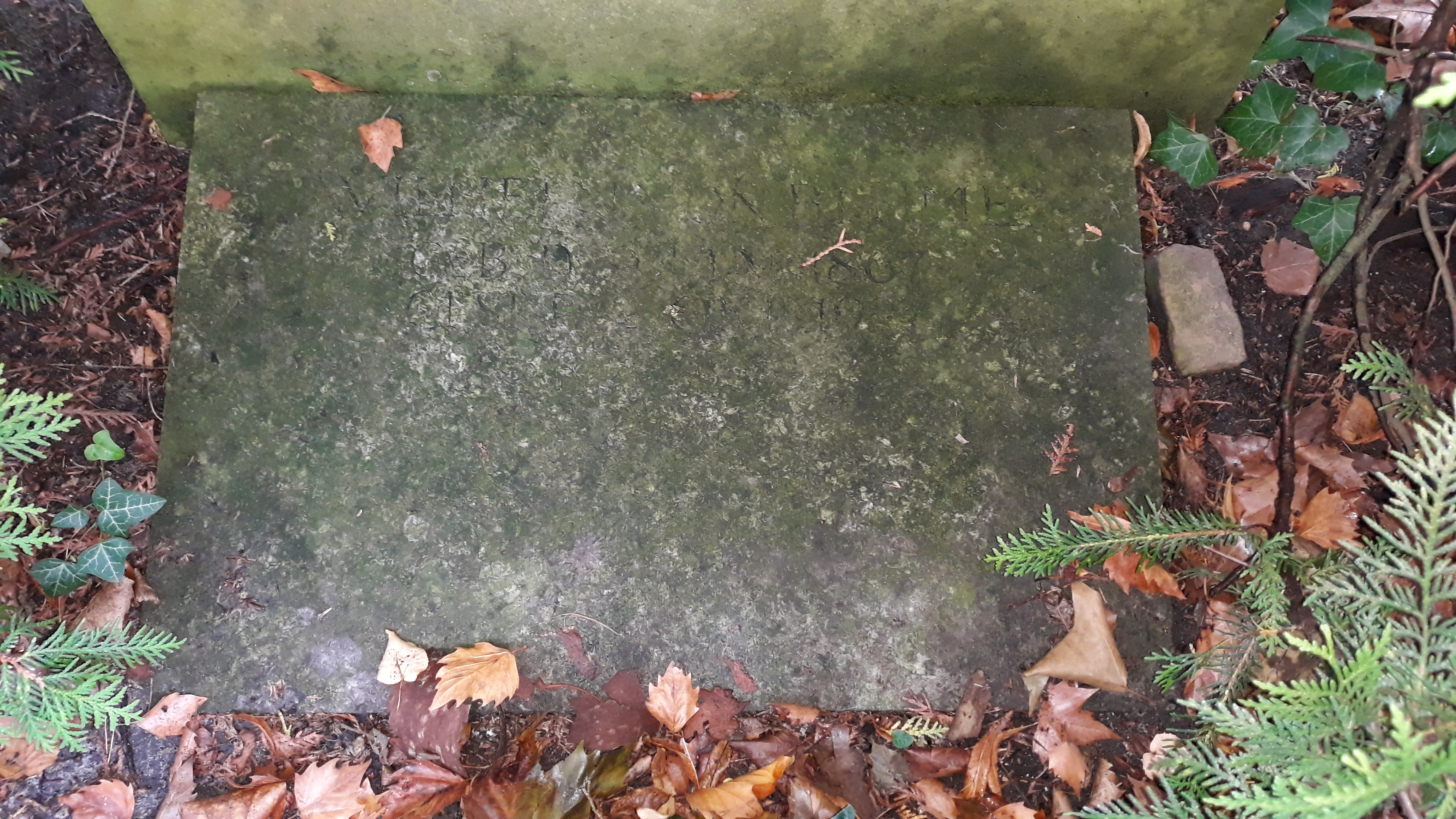
Das Grab von Wilhelm von Blume im Familiengrab auf dem Evangelischen Kirchhof Nikolassee in Berlin.

## Leben
Er war der Sohn des gleichnamigen preußischen Generals der Infanterie Wilhelm von Blume und dessen Ehefrau Karoline, geborene Suffrian (* 1843).
Blume studierte Jura in Marburg, Berlin und Göttingen, wo er 1892 promovierte und sich 1894 habilitierte. Anschließend lehrte er als Privatdozent römisches Recht. Im Jahre 1896 wurde er außerordentlicher Professor an der Philipps-Universität Marburg und war seit 1898 ordentlicher Professor in Rostock. 1900 kam er an die Albertus-Universität Königsberg, 1904 an die Martin-Luther-Universität in Halle und 1912 an die Eberhard Karls Universität in Tübingen. Von 1916 bis 1917 war er Rektor der Eberhard Karls Universität. 1916 erhielt er das Ehrenkreuz des Ordens der Württembergischen Krone. Seine letzte Ruhe fand er auf dem Berliner Friedhof Nikolassee im Feld E.
Er heiratete am 24. Juni 1894 Elisabeth von Seebach (* 1870), Tochter des Geologen Karl von Seebach.

## Politik
Blume war bis zur Gründung des Nationalsozialen Vereins ein Anhänger Friedrich Naumanns, wandte sich dann dem Nationalliberalismus zu und wurde nach dem Weltkrieg 1919 Mitglied der DDP. Der Vorsitzende des württembergischen Verfassungsvorausschusses, Wilhelm Keil, konnte Wilhelm von Blume vom 17. Dezember 1918 bis 15. Januar 1919 als dessen Berichterstatter gewinnen. Am 23. Januar 1919 wurde Blume von der provisorischen Regierung zum Regierungskommissar für die Beratung des Verfassungsentwurfs in der Verfassunggebenden Landesversammlung ernannt. Damit war er maßgeblich am Zustandekommen der Verfassung des freien Volksstaates Württemberg beteiligt. Mit dem  Tod des Landtagsabgeordneten und letzten Ministerpräsidenten des Königreichs Württemberg,  Theodor Liesching, rückte Blume am 1. August 1922 als Abgeordneter in den württembergischen Landtag nach. Aus gesundheitlichen Gründen verzichtete Blume 1924 auf eine weitere Kandidatur.

## Schriften
- Autonome Körperschaften. In: Handbuch der Politik, Berlin und Leipzig 1914
- Kommunalpolitik. In: Handbuch der Politik, Berlin und Leipzig 1914